# Янькова, Елизавета Петровна
Елизаве́та Петро́вна Янько́ва (урождённая Ри́мская-Ко́рсакова, 24 марта (4 апреля) 1768 — 3 (15) марта 1861) — московский старожил, оставившая обстоятельные воспоминания о жизни дворянской Москвы «за пять поколений», записанные и изданные её внуком Д. Д. Благово.

## Биография
Третья дочь капитана Семёновского полка Петра Михайловича Римского-Корсакова (27 ноября (8 декабря) 1731—1807) от брака его с княжной Пелагеей Николаевной Щербатовой (1743—13 (24) июня 1783). По линии отца — правнучка историка В. Н. Татищева. Детство своё и молодость проводила в отцовском имении Боброво («Калуга в семнадцати верстах») и в московском доме родителей близ Остоженки, а после смерти матери в 1783 году, — в имении Покровское Тульской губернии.
Елизавета Петровна вышла замуж 5 июня 1793 года в Москве за дальнего родственника, Дмитрия Александровича Янькова (1761—1816), который трижды сватался к ней и трижды получал отказ от строгого отца её; венчание состоялось в церкви Илии Обыденного. После свадьбы молодые уехали в подмосковную усадьбу Янькова «Горки»; затем поселились в доме Янькова, который находился в Неопалимовском переулке на месте современного владения № 5.
В 1806 году супруги приобрели у Бибиковых дом на углу Пречистенки и Мертвого переулка — старый и ветхий. Спустя пять лет они построили новый дом, в который вселились в ноябре 1811 года. 1 сентября 1812 года, при приближении к Москве наполеоновской армии, Елизавета Янькова с детьми выехала в своё тамбовское имение Елизаветино, чтобы вернуться к сгоревшему дому в 1815 году.
Новый дом был построен к 1818 году, когда Янькова уже овдовела. В 1828 году она дом продала: «Бойкое место на Пречистенке мне очень надоело от беспрестанной езды». В 1828—1838 годах жила в доме в Штатном переулке, на месте которого позже был построен особняк А. И. Дерожинской. Долгое время жила со своей незамужней дочерью Клеопатрой, после смерти которой переехала в дом семьи Благово.
Скончалась в глубокой старости 3 (15) марта 1861 года.
Е. П. Янькова «живо помнила все предания семейства, восходившие до времён Петра I, и рассказывала с удивительною подробностью, помня иногда года и числа: кто был на ком женат, у кого было сколько детей, словом сказать, она была живою летописью всего XVIII столетия и половины XIX». Её внук, Дмитрий Дмитриевич Благово (в монашестве Пимен), обессмертил бабушку публикациями её воспоминаний в журнале «Русский вестник» (1878—1880). Отдельным изданием под названием «Рассказы бабушки» книга вышла в 1885 году в издании А. С. Суворина.

## Семья
В браке имела семь детей, большинство из которых умерли в детстве.
- Аграфена Дмитриевна (20 (31) мая 1794—1865), художница-любительница, с 1825 года замужем за Дмитрием Калиновичем Благово (1783—1827); у них сын Дмитрий.
- Пётр Дмитриевич (1795—12 (23) февраля 1797)
- Анна Дмитриевна (11 (22) ноября 1796— ?), с 1823 года замужем за полковником Николаем Васильевичем Посниковым.
- Софья Дмитриевна (18 (29) апреля 1798[8]—07.12.1805[9])
- Клеопатра Дмитриевна (1800—1847)
- Елизавета Дмитриевна (6 (18) апреля 1802—24 января (5 февраля) 1803)
- Александр Дмитриевич (1803—20 декабря 1804 (1 января 1805)[10])
- Софья Дмитриевна (16 (28) августа 1807[11]—1820)